# Liste von Persönlichkeiten der Stadt Parchim
Die Liste nennt bedeutende Persönlichkeiten, die in Parchim geboren, gelebt und gewirkt haben, geordnet nach Geburtsjahr.

## Söhne und Töchter der Stadt

### Bis 1800
- Johann Mourer Mann (* 1611), Kaufmann, nachweislich Vorfahre der Familie Mann
- Johannes Posselius (der Ältere) (1528–1591), Professor für griechische Sprache, Rektor der Universität Rostock
- Johannes Albinus (um 1540–1602), Rechtswissenschaftler
- Franz Tiefenbruch (1609–1702), Pädagoge
- Daniel Nicolai (1613–1670), Jurist, Hofrat, Kammerrat und Kanzler der Herzogtümer Bremen und Verden
- Heinrich Elmenhorst (1632–1704), Theologe und Kirchenlieddichter
- Johann Joachim Wolf (1656–1706), Theologe.
- Johann Heinrich von Hoinckhusen (1694–1746), Genealoge und Heraldiker
- Bernhard Christian Kosegarten (1722–1803), evangelischer Theologe, Pastor und Präpositus
- Jacob Heinrich Balecke (1731–1778), Jurist, Senator und Bürgermeister in Rostock
- Johann David Polchow (1732–1801), evangelisch-lutherischer Prediger und Schulreformer
- Jakob Friedrich Rönnberg (1738–1809), Rechtswissenschaftler und Philosoph, Rektor der Universität Rostock

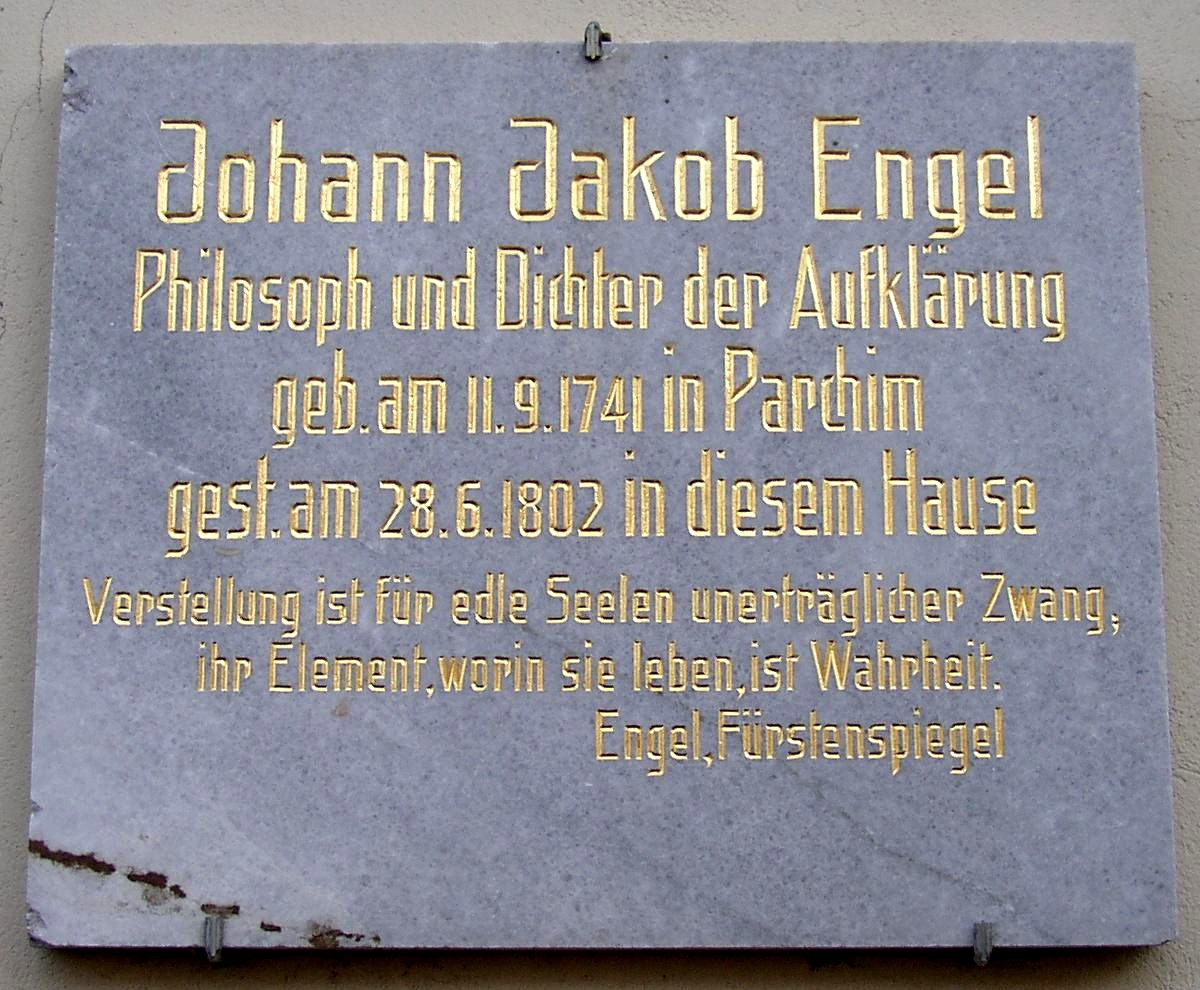
Engel-Gedenktafel

- Johann Jakob Engel (1741–1802), Schriftsteller und Philosoph
- Lippmann Fraenckel (1772–1857), Miniaturmaler
- Karl Johann Christian Grapengiesser (1773–1813), Arzt
- Helmuth Karl Bernhard von Moltke (1800–1891), preußischer Generalfeldmarschall, Ehrenbürger

### 1801 bis 1900
- Wilhelm Gottlieb Beyer (1801–1881), Archivar
- Heinrich Petters (1806–1884), Bildhauer
- Karl Düffke (1816–1880), Sänger
- Ludwig Hermann Hoffmann (1819–1898), Kaufmann und Abgeordneter der Hamburgischen Bürgerschaft
- Heinrich Brockmann (1820–1858), Arzt
- Frida von Bülow (1822–1894), Jugendliebe von Fritz Reuter
- Paul Uterhart (1823–1874), Jurist und Politiker
- August Viereck (1825–1865), Porträtmaler
- Christian Johannes Eduard Eissfeldt (1829–1873), Kaufmann und Abgeordneter in der Hamburgischen Bürgerschaft
- Carl Uterhart (1835–1895), Arzt und Auswanderer
- Rudolf Samm (1838–1888), Reichstagsabgeordneter (Deutsche Fortschrittspartei)
- Walter Schmidt (1858–1925), Jurist und Politiker
- Richard Wagner (1860–1928), Gymnasiallehrer
- August Krüger (1863–1929), Politiker (SPD)
- Rudolf Tarnow (1867–1933), niederdeutscher Schriftsteller
- Otto Clorius (1869–1943), Pastor und Autor
- Max Töwe (1871–1932), Unternehmer
- Willi Schomann (1881–1917), Maler
- Werner Cords-Parchim (1886–1954), Architekt und Baumeister
- Rudolf Kayser (Anton Reiser) (1889–1964), Literaturhistoriker, Professor für deutsche und europäische Literatur
- Wolf Bergenroth (1893–1942), Maler und Illustrator
- August Hase (1895–1978), Politiker (KPD)
- Elise Blumann (1897–1990), deutsch-australische expressionistische Malerin
- Ernst Goldenbaum (1898–1990), Politiker (DBD)
- Friedrich Hildebrandt (1898–1948), NS-Kriegsverbrecher

### Ab 1901
- Eric Weil (1904–1977), französischer Philosoph deutsch-jüdischer Herkunft
- Luise Höppner (1907–1999), Politikerin (DFD)
- Heinrich Alexander Stoll (1910–1977), Schriftsteller
- Eberhard Galley (1910–1994), Literaturwissenschaftler
- Alfred Schweder (1911–1992), Jurist, Oberregierungsrat und SS-Führer sowie Journalist
- Erich Arndt (1912–2012), evangelisch-lutherischer Pfarrer, Mitbegründer des Nationalkomitees Freies Deutschland (NKFD) und des Bundes Deutscher Offiziere (BDO).
- Emma Heinrich (1914–1997), Politikerin
- Hans-Joachim Haase (1915–2001), Uhrmacher, Augenoptiker und Erfinder
- Sepp Arnemann (1917–2010), Cartoonist
- Gerd Wollburg (1924–1990), Industriejurist
- Bernhard Korupp (1927–2006), Landtagsabgeordneter (LDP), geboren in Dorf-Malchin
- Lisa Milbret (1930–2010), niederdeutsche Schriftstellerin
- Claus Hammel (1932–1990), Dramatiker und Kritiker
- Hans-Wilhelm Ebeling (1934–2021), Politiker (DSU, CDU)
- Bernhard Gonnermann (1934–2023), Politiker (Die Linke)
- Horst Ihde (1935–2014), Amerikanist
- Hans-Jürgen Jacobs (1936–2019), Fertigungstechniker und Hochschullehrer
- Jochen Voß (* 1938), Jazzmusiker
- Hermann Wenzel (* 1938), Erziehungswissenschaftler und Hochschullehrer
- HA Schult (* 1939), Objekt- und Aktionskünstler
- Peter Alter (* 1940), Historiker
- Bärbel Bolle (1941–2015), Film-, Fernseh- und Theaterschauspielerin
- Gerd-Peter Bartsch (* 1946), Politiker (CDU)
- Bernhard Lampe (1947–2017), Ingenieurwissenschaftler
- Wolfgang Vogler (1948–1974), Todesopfer an der innerdeutschen Grenze
- Manfred Walther (* 1948), Rechtsanwalt und  Politiker (CDU), letzter Justizminister der DDR
- Klaus-Dieter Feige (* 1950), Politiker
- Klaus Tober (1950–1994), Maler
- Wolfgang Dümcke (* 1953), Fernsehproduzent, Autor und Regisseur
- Ralph Schattkowsky (* 1953), Historiker
- Herbert Weisrock (* 1953), Jazz-Saxophonist
- Jürgen Knaack (* 1954), Drucker und Verleger
- Jürgen Hoppe (1954–2021), Botaniker
- Bertram Zwerschke (* 1956), Chorleiter
- Martina Schwarz (* 1960), Volleyball- und Beachvolleyballspielerin
- Fred Mrotzek (* 1965), Historiker
- Christine Klingohr (* 1967), Landtagsabgeordnete (SPD)
- Aicke Hinrichs (* 1968), Mathematiker und Hochschullehrer
- Mario Niemann (* 1971), Zeithistoriker
- Beate Prahl (* 1972), Schauspielerin
- Stefan Kerth (* 1973), Politiker (SPD, parteilos)
- Corina Bomann (* 1974), Schriftstellerin
- Stephan Madaus (* 1974), Rechtswissenschaftler
- Marcell Fensch (* 1975), Fußballspieler
- Jana Gerisch (* 1978), Volleyballspielerin
- Manuel Benthin (* 1979), Fußballspieler
- Stefanie Weichelt (* 1983), Fußballspielerin
- Anne-Catrin Märzke (* 1985), Schauspielerin und Sängerin
- Laura Larsson (* 1989), Podcasterin und Radiomoderatorin
- Florian Behncke (* 1989), Filmproduzent und Musiker
- Berit Kauffeldt (* 1990), ehemalige Volleyballspielerin
- Lia-Tabea Mertens (* 1994), Volleyballspielerin
- Jasmin Sehan (* 1997), Fußballspielerin
- Elisa Lohmann (* 1998), Volleyballspielerin

### Ab 2001
- Mattes Hansen (* 2004), Fußballspieler

## Personen, die mit der Stadt in Verbindung stehen

### Bis 1600
- Pribislaw I. (1224–1275), von 1238 bis 1256 Herr (Fürst) zu Parchim-Richenberg
- Henning Leptzow (??–??), mecklenburgischer Maler und Bildschnitzer, schuf 1421 den „Leptzow-Altar“ benannte Retabel der St. Georgen in Parchim
- Peter Wolkow (?–1516), Dompropst, Bischof, Archidiakon von Tribsees und Parchim
- Henning Lotze (?–nach 1539), Rechtswissenschaftler und römisch-katholischer Geistlicher, 1536–1539 Archidiakon von Tribsees und Parchim
- Johann Riebling (1494–1554), erster mecklenburgischer Superintendent, gestorben in Parchim
- Bernhard Latomus (1560–1613), Historiker, 1613 Rektor der Großen Stadtschule, in Parchim gestorben
- Paul Tarnow (1562–1633), orthodox-lutherischer Theologe, von 1589 bis 1598 Rektor der Parchimer Stadtschule
- Johannes Coler (1566–1639), protestantischer Pfarrer, Vertreter der frühen Hausväterliteratur, in Parchim gestorben

### 1601 bis 1700
- Johann Friedrich Chemnitz (1611–1686), mecklenburgischer Historiker und Archivar, in Parchim gestorben
- Johann Bellin (1618–1660), Sprachwissenschaftler, von 1650 bis 1654 Rektor der Großen Stadtschule
- Bertram Christian von Hoinckhusen (1651–1722), 1691 Assessor und 1707 Vizepräsident des mecklenburgischen Land- und Hofgerichts in Parchim
- Friedrich Gottfried Glück (1662–1707), Mediziner, verstarb in Parchim
- Peter Goldschmidt (1662–1713), Theologe, von 1709 Superintendent in Parchim, als Autor entschiedener Verteidiger des Hexenglaubens
- Johann Joachim Weidner (1672–1732), Theologe und Hochschullehrer, ging in Parchim zur Schule
- Heinrich Askan Engelken (1675–1734), Theologe, Pastors an St. Georgen, in Parchim gestorben
- Johann Dietrich Philipp Christian Ebeling (1753–1795), Arzt und Übersetzer, 1780 Stadtphysikus, 1782 Kreisphysikus, verstarb in Parchim
- Johann Christian Koppe (1757–1827), Jurist und Universitätsbibliothekar, verstarb in Parchim
- Amalia Holst (1758–1829), Pädagogin und Frauenrechtlerin, betrieb in Parchim eine Erziehungsanstalt
- Jacob Friedrich Friese (1765–1833), Schulmeister, Organist und Orgelbauer, hatte seine Werkstatt in Parchim und starb hier, sein Neffe Friedrich Friese II übernahm die Werkstatt
- Christian Dietrich Carl von Bülow (1767–1850), 1815–1825 Kommandant von Parchim
- Johann Hermann Becker (1770–1848), Mediziner, verstarb in Parchim, 1843 zum Ehrenbürger ernannt
- Friedrich Johann Christoph Cleemann (1771–1825), Heimatforscher und Privatgelehrter, starb in Parchim
- Friedrich von Oertzen (1771–1848), 1818 erster Gerichtspräsident des Oberappellationsgerichts in Parchim
- Gustav von Both (1772–1835), Offizier und Generalleutnant, besuchte die Große Stadtschule in Parchim
- Johann David Wilhelm Sachse (1772–1860), Arzt in Parchim, führte dort die Kuhpockenimpfung ein
- Hellmuth Friedrich von Hobe (1776–1843), von 1818 bis 1840 Vizepräsident des Oberappellationsgerichts in Parchim, in Parchim gestorben
- Georg Johann Reuter (1776–1845), Bürgermeister, Vater von Fritz Reuter besuchte 1790 bis 1795 das Parchimer Gymnasium
- Christian von Nettelbladt (1779–1843), Jurist und Freimaurer, 1818–1840 Präsident des Oberappellationsgerichts, gründete 1818 die Parchimer Freimaurerloge
- Hartwig von Hundt-Radowsky (1780–1835), Autor, besuchte die Große Stadtschule in Parchim, von 1809 bis 1813 Advokat in Parchim
- Friedrich Friese II (1792–1863), Organist und Orgelbauer, übernahm 1833 in Parchim die Werkstatt seines Onkels Jacob Friedrich Friese
- Carl Uterhart (1793–1852), ab 1818 praktischer Arzt in Parchim
- Wilhelm von Schröter (1799–1865), Rechtswissenschaftler und Instanzrichter, 1836 Berufung an das Oberappellationsgerichts in Parchim

### 1801 bis 1900
- Carl Genzke (1801–1879), praktischer homöopathischer Arzt in Parchim
- Hans von Quitzow (1805–1878), preußischer Generalmajor, verstarb in Parchim
- August Dühr (1806–1896), Pädagoge, von 1835 bis 1840 Lehrer am Parchimer Gymnasium
- Fritz Reuter (1810–1874), niederdeutscher Schriftsteller, legte 1831 in Parchim das Abitur ab
- Friedrich Lübker (1811–1867), klassischer Philologe, 1851–1858 Direktor des Parchimer Gymnasiums
- Franz Floerke (1811–1889), Jurist und Bürgermeister der Stadt Grabow, besuchte von 1827 bis 1831 das Parchimer Gymnasium
- Carl Hinstorff (1811–1882), Verleger, gründete in 1831 in Parchim den Hinstorff Verlag
- Ferdinand Schröder (1812–1884), Theologe und Pädagoge, von 1833 bis 1843 Lehrer am Parchimer Gymnasium
- Gustav von Boddien (1814–1870), Forstmann, Dichter und Zeichner, besuchte das Parchimer Gymnasium
- Rudolf von Nettelbladt (1814–1898), Verwaltungsjurist und Kammerpräsident in Mecklenburg-Schwerin, wuchs in Parchim auf, besuchte hier das Gymnasium
- Wilhelm Wöhler (1814–1884), Geistlicher und Komponist, besuchte das Parchimer Gymnasium
- Ludwig Rose (1819–1886), Rittergutsbesitzer und Mitglied des Reichstages, besuchte das Parchimer Gymnasium
- August Drechsler (1821–1897), Jurist und Bürgermeister von Parchim, Ehrenbürger der Stadt
- August Mommsen (1821–1913), Lehrer und Altphilologe, 1854 bis 1863 Oberlehrer am Parchimer Gymnasium, Vater von Wilhelm Mommsen
- Ludolph Friedrich von Wrisberg (1823–1894), Jurist und Mitglied des Reichstages, besuchte das Parchimer Gymnasium
- Arthur von Wolffersdorff (1823–1897), preußischer Generalleutnant, 1871 Kommandeur im Großherzoglich Mecklenburgische Dragoner-Regiment Nr. 18
- Theodor Bohn (1826–1911), Lehrer, Kantor und Organist an der St.-Marien-Kirche, verstarb in Parchim
- Bellachini (1827–1885), Zauberkünstler, verstarb in Parchim
- Georg von Brandenstein (1827–1897), General der Kavallerie, 1867 Kommandeur im Großherzoglich Mecklenburgische Dragoner-Regiment Nr. 18
- Ernst Bardey (1828–1897), Mathematiker und Lehrer, besuchte das Parchimer Gymnasium
- Carl Schlettwein (1830–1897), Gutsbesitzer und Verwaltungsjurist, besuchte das Parchimer Gymnasium
- Otto Staudinger (1830–1900), Lepidopterologe (Schmetterlingskundler) und Insektenhändler, legte 1849 in Parchim das Abitur ab
- Carl Wilhelm August Balck (1831–1920), Verwaltungsjurist und Historiker, besuchte das Parchimer Gymnasium
- Friedrich Latendorf (1831–1898), Gymnasiallehrer und Philologe, war Hilfslehrer in Parchim
- Robert von Schalburg (1831–1896), mecklenburgischer Rittergutsbesitzer und Landwirtschaftsfunktionär, Ehrenbürger der Stadt
- Albert Schultz-Lupitz (1831–1899), Landwirt und Wissenschaftler, besuchte das Parchimer Gymnasium
- Paul von Detmering (1831–1918), preußischer Generalleutnant, 1867 Stabsoffizier im Großherzoglich Mecklenburgische Dragoner-Regiment Nr. 18
- Ludwig Kreutzer (1833–1902), Lehrer und Schriftsteller, 1857 Lehrer in Parchim
- Adolf Zehlicke (1834–1904), Lehrer und Schriftsteller, besuchte das Parchimer Gymnasium
- Leopold Gerlach (1834–1917), Pädagoge und Kulturwissenschaftler, von 1863 bis 1873 Lehrer am Parchimer Gymnasium
- Julius Pentzlin (1837–1917), Lehrer, unterrichtete 1860 in Parchim
- Helmuth Schröder (1842–1909), Lehrer und niederdeutscher Mundartdichter, 1866 Lehrer in Parchim
- Ludwig Brunow (1843–1913), Bildhauer, schuf 1876 in Parchim das erste Moltkedenkmal in Deutschland
- Wilhelm Mommsen (1852–1901), Richter und Politiker, wuchs von 1854 bis 1863 in Parchim auf, Sohn von August Mommsen
- Heinrich Behm (1853–1930), Theologe und Landesbischof; war 1887 Pfarrer an St. Marien zu Parchim
- Gottfried Bierstedt (1853–1924), Jurist und Oberkirchenratspräsident in Schwerin, besuchte das Parchimer Gymnasium
- Franz Wachter (1853–1923), Historiker und Archivar, legte 1874 am Parchimer Gymnasium das Abitur ab
- Luise Schmidt (1855–1924), Malerin, wuchs in Parchim auf, wo ihr Vater 1856 Superintendent war
- Kurt von Unger (1859–1931), preußischer General der Kavallerie, 1892 Rittmeister und Eskadronchef im Großherzoglich Mecklenburgische Dragoner-Regiment Nr. 18
- Johannes Gillhoff (1861–1930), Schriftsteller und Lehrer, gestorben in Parchim
- Friedrich Hagemeister (1863–1930), Politiker und Lehrer, gestorben in Parchim
- Otto von Bothmer (1865–1918), Großgrundbesitzer, Mitglied des Deutschen Reichstages, besuchte das Parchimer Gymnasium
- Bernhard Bronsart von Schellendorff (1866–1952), Generalstabsoffizier, trat 1886 ins Großherzoglich Mecklenburgische Dragoner-Regiment Nr. 18 ein, kommandierte 1901–1903 eine Eskadron
- Paul Warncke (1866–1933), Bildhauer und Schriftsteller, besuchte das Parchimer Gymnasium
- Ernst Sellin (1867–1946), Professor und Theologe, 1891 bis 1894 Gymnasialoberlehrer in Parchim, grub 1908/09 Jericho aus
- Friedrich Wilhelm zu Mecklenburg (1871–1897), Seeoffizier der Kaiserlichen Marine, diente im Großherzoglich Mecklenburgische Dragoner-Regiment Nr. 18
- Franz Waterstradt (1872–1914), Agrarwissenschaftler und Hochschullehrer, besuchte das Parchimer Gymnasium
- Hermann Peters (1873–1951), Politiker, Abgeordneter des Landtages von Mecklenburg-Vorpommern, bis 1920 als Tischler in Parchim tätig, verstarb hier
- Otto Weltzien (1873–1944), Autor und Herausgeber, 1899 Redakteur bei der Norddeutschen Post, Chronik 1903: Zur Geschichte Parchims
- Friedrich Franz Wolff (1873–1950), Lehrer und Politiker, Abgeordneter des Landtages von Mecklenburg-Vorpommern, besuchte das Parchimer Gymnasium
- Bernhard Girke (1874–1935), Politiker, Zigarrenfabrikant, 1919 bis 1929 Stadtverordneter in Parchim
- Magnus Knebusch (1874–1937), Politiker, Gutsbesitzer, besuchte das Parchimer Gymnasium
- Harry Ludewig (1874–1950), Verwaltungsjurist, Vorbereitungsdienst 1898–1903 in Rostock und Parchim
- Max Michels (1874–1925), niederdeutscher Autor, absolvierte eine Kaufmannslehre in Parchim
- Richard Dohse (1875–1928), Pädagoge und Autor, besuchte das Parchimer Gymnasium
- Friedrich Stratmann (1875–1952), Politiker, besuchte das Parchimer Gymnasium
- Heinrich Krüger (1878–1964), Pseudonym: Thies Ruge, Literaturhistoriker und Schriftsteller, leitete 1927 das Parchimer Postamt
- Erich Mühsam (1878–1934), Publizist und Schriftsteller, machte in Parchim Abitur
- Werner Schultz (1878–1944), Internist und Hämatologe, besuchte das Parchimer Gymnasium
- Alexander Behm (1880–1952), Physiker, ging in Parchim zur Schule
- Paul Gossel (1881–1966), Kunsterzieher, Landschaftsmaler und Grafiker, Lehrer am Parchimer Gymnasium
- Theodor Roeingh (1882–1945), Landwirt und Politiker, starb im April 1945 beim Todesmarsch Sachsenhausener Häftlinge in Parchim
- Wipert von Blücher (1883–1963), Diplomat, 1906/07 Einjährig-Freiwilliger beim Großherzoglich Mecklenburgische Dragoner-Regiment Nr. 18
- Hedwig Josephi (1884–1969), Malerin, lebte bis 1934 in Parchim, war mit dem jüdischen Kaufmann Ernst Hermann Josephi verheiratet
- Rudolf Kleiminger (1884–1967), mecklenburgischer Heimatforscher und Pädagoge, Lehrer am Parchimer Gymnasium
- Carl Moltmann (1884–1960), Politiker (SPD, SED), absolvierte 1898 bis 1901 seine Berufsausbildung zum Tischler in Parchim
- Gustav Spangenberg (1884–1972), Jurist und Oberkirchenratspräsident, legte 1902 am Parchimer Gymnasium das Abitur ab
- Heinrich Borwin zu Mecklenburg (1885–1942), Offizier, 1915 Leutnant Großherzoglich Mecklenburgische Dragoner-Regiment Nr. 18
- Aquilino Ribeiro (1885–1963), portugiesischer Schriftsteller, 1912 und 1920 in Parchim, heiratete 1913 die Parchimerin Grethe Tiedemann
- Hans Hennecke (1886–1945), Apotheker und Politiker, arbeitete als Apotheker in Parchim
- Louis Ziercke (1887–1945), Maler und Grafiker, Familie Ziercke stammte aus Parchim,
- Paul Schröder (1887–1930), Jurist und Politiker, besuchte das Parchimer Gymnasium
- Ludwig Oldach (1888–1987), Steuerinspektor und Kreisleiter der NSDAP
- Friedrich Griese (1890–1975), NS-Schriftsteller, wohnte in der Markower Mühle bei Parchim
- Heinz von Randow (1890–1942), Offizier, 1911 Leutnant im Großherzoglich Mecklenburgische Dragoner-Regiment Nr. 18
- Fritz Specht (1891–1975), niederdeutscher Schriftsteller, ab 1930 Lehrer in Parchim
- Hans Kollwitz (1893–1948), Tischler und Politiker, 1919 Geschäftsführer des Arbeiterrates in Parchim
- Heribert von Larisch (1894–1972), Offizier, 1914 Fahnenjunker im Großherzoglich Mecklenburgische Dragoner-Regiment Nr. 18
- Max Zeitler (1898–1949), Kommunalbeamter, 1933 bis 1935 Landrat in Parchim
- Karl Fischer (1900–1972), Schriftsteller, Pfarrer und Politiker, 1932–1938 Pastor in Parchim
- Adolf Lentze (1900–1983), Widerstandskämpfer, 1945 Kulturdezernent und Schulrat in Parchim
- Walter Kadow (1900–1923), Volksschullehrer, Mitglied der rechtsradikalen Deutschvölkischen Freiheitspartei, wurde ermordet (Parchimer Fememord)

### Ab 1901
- Wilhelm Dopheide (1901–1970), Lungenfacharzt, bis 1945 stellv. Leiter des Gesundheitsamtes in Parchim
- Alfons Jünemann (1901–1965), Pfarrer, 1938/1945 Pfarrer der katholischen Gemeinde in Parchim
- Jakob Weinbacher (1901–1985), katholischer Geistlicher, 1939 von der Gestapo nach Parchim verbannt und mehrfach verhaftet
- Walter Pagels (1901–1977), evangelisch-lutherischer Geistlicher und Landessuperintendent, 1945 Landessuperintendent des Kirchenkreises Parchim
- Bernhard Quandt (1903–1999), Politiker (SED), besuchte die Volksschule in Parchim, Mitglied des Zentralkomitees der SED und des Staatsrates der DDR
- Paul Sasnowski (1903–1944), als Widerstandskämpfer gegen den Nationalsozialismus hingerichtet, wohnte 1924 bis 1938 in Parchim
- Werner Schnoor (1909–1991), Theologe, verlebte die Jugend in Parchim, 1928 Abitur am Parchimer Gymnasium
- Otto Volkmann (1909–1936), Widerstandskämpfer, verbrachte die Kindheit und Jugend in Parchim
- Emil Hille (1910–1988), Maler und Grafiker, lebte nach 1945 in Parchim
- Theo Saevecke (1911–2000), SS-Hauptsturmführer, besuchte das Parchimer Gymnasium
- Christian Ludwig Herzog zu Mecklenburg (1912–1996), Vorsitzender des Familienverbandes Mecklenburg-Schwerin, war 1945 in Parchim inhaftiert
- Hans Joachim Köhler (1917–1997), Hippologe, Offizierslaufbahn beim Kavallerie-Regiment 14 in Parchim
- Hans Joachim Kuhlmann (1919–2013), Bibliothekar, lebte von 1924 bis 1938 Parchim
- Franz Mellentin (1919–1991), Politiker (SED), Abgeordneter des Landtages von Mecklenburg-Vorpommern, nach 1945 Sachbearbeiter für Erfassung und Aufkauf in Parchim
- Hermann Kant (1926–2016), Schriftsteller, lebte ab 1940 bei den Großeltern in Parchim und absolvierte hier eine Lehre zum Elektriker
- Gerhard Baustian (1927–1988), Generalmajor der NVA, arbeitete 1947 als Mechaniker, bis 1952 Leiter des Volkseigenen Erfassungs- und Aufkaufbetriebs Parchim
- Bernhard Korupp (1927–2006), Politiker (LDPD), Abgeordneter des Landtages von Mecklenburg-Vorpommern, besuchte ab 1938 das Parchimer Gymnasium
- Paul-Oskar Seese (1927–2013), Maler und Kunsterzieher, lebte seit 1951 in Parchim und verstarb hier
- Walter Schöler (1928–1994), Lehrer und Unterrichtswissenschaftler, 1950 Leiter der Parchimer Fritz-Reuter-Schule
- Friedrich-Franz Wiese (1929–2009), Politiker (LDPD), Chemiker und Träger des Bundesverdienstkreuzes
- Carl Guesmer (1929–2009), Lyriker und Bibliothekar, wuchs im Pfarrhaus Parchim auf
- Renata Ahrens (1929–2023), Schmuckgestalterin, machte in Parchim von 1947 bis 1950 eine Goldschmiedelehre
- Heinz Wodzicka (1930–2022), Maler und Grafiker, machte in Parchim von 1946 bis 1949 Lehre als Fernmeldemechaniker
- Heiner Rank (1931–2014), Pseudonym A. G. Petermann, Autor von Kriminalliteratur und Science-Fiction, Regie- und Dramaturgie-Assistent am Landestheater Parchim
- Günter Pilgrim (1931–2010), evangelisch-lutherischer Geistlicher und Schriftsteller, Pastor an St. Georgen in Parchim von 1980 bis 2005
- Erwin Binder (1932–1999), Politiker (DBD), erlernte von 1947 bis 1949 den Beruf des Harzfacharbeiters im Harzgewinnungsbetrieb Parchim
- Wolfgang Muchow (1933–2002),  Maler, Zeichner und Kunsterzieher, legte in Parchim 1951 das Abitur ab
- Jürgen Andrees (* 1935), Politiker (CDU), legte in Parchim das Abitur ab
- Uwe Kant (* 1936), Schriftsteller, lebte ab 1940 bei den Großeltern in Parchim und legte hier 1956 das Abitur ab
- Eike Wolgast (* 1936), Historiker, legte in Parchim 1955 das Abitur ab
- Ernst Röhl (1937–2015), Satiriker und Kabarettist, legte 1956 in Parchim das Abitur ab
- Jochen Voß (* 1938), Jazzmusiker, Saxophonist
- Marita Böhme (* 1939), Schauspielerin, arbeitete am Landestheater Parchim
- Ursula Karusseit (1939–2019), Schauspielerin, wuchs 1945 nach der Vertreibung aus Ostpreußen in Parchim auf
- Klaus-Peter Thiele (1940–2011), Schauspieler, arbeitete 1960 am Landestheater Parchim
- Norbert Werbs (1940–2023), Weihbischof, war 1975 Kaplan und Pfarrer der katholischen Gemeinde St. Joseph in Parchim
- Horst Krause (* 1941), Theater- und Filmschauspieler, arbeitete 1968 am Landestheater Parchim
- Walfriede Schmitt (* 1943), Schauspielerin, 1966 am Landestheater Parchim
- Renate Krößner (1945–2020), Schauspielerin, 1966/67 am Landestheater Parchim
- Carlo Cazals (1948–2022), Maler und Sänger, arbeitete und lebte seit 2002 in Parchim
- Wolfgang Zessin (* 1948), Zoologe und Politiker (CDU), legte in Parchim das Abitur ab.
- Bernhard Kremser (* 1954), Bildhauer und Designer, lebte und arbeitete von 1973 bis 1988 in Parchim
- Dietmar Langberg (* 1954), Dramaturg und Autor, lebte von 1956 bis 1974 in Parchim, 1973 Abitur
- Leander Haußmann (* 1959), Film- und Theaterregisseur und Schauspieler, arbeitete von 1988 bis 1989 am Landestheater Parchim
- Reinhard Göber (* 1959), Theaterregisseur und Universitätsdozent, war nach Studium Schauspielleiter am Landestheater Parchim
- Wolfgang Waldmüller (* 1962), Politiker, ab 1999–2004 Mitglied des Parchimer Kreistages, Vorsitzender im Unternehmerverband der Region Parchim
- Daniel Call (* 1967), Musical- und Theaterproduzent, arbeitete 1990/1991 als Regieassistent am Landestheater Parchim
- Karin Strenz (1967–2021), Politikerin, ab 1999 Mitglied des Parchimer Kreistages
- Maik Klokow (* 1965), Musical- und Theaterproduzent, lernte in Parchim, arbeitete ab 1986 einige Jahre am Landestheater Parchim
- Thilo Schlüßler (* 1972), Schauspieler und Theaterregisseur, war einige Zeit am Landestheater Parchim
- Laura Larsson (Laura Hansen, geb. Boriczka)(* 1989), Podcasterin und Comedienne, geboren und aufgewachsen in Parchim, wohnhaft in Parchim
- Janine Völker (* 1991), Volleyballspielerin, begann ihre Karriere beim 1. VC Parchim
- Tanja Joachim (* 1992), Volleyballspielerin, begann ihre Karriere beim 1. VC Parchim
- Lisa Stein (* 1994), Volleyballspielerin, begann ihre Karriere beim 1. VC Parchim
- Tillmann Eckardt (* 1996), Schauspieler und Techno DJ, wuchs in Parchim auf, war ab 2005 am Landestheater Parchim

## Bürgermeister
Bis 1918 hatte die Stadt Parchim zwei Bürgermeister. Der 1. Bürgermeister vertrat die Stadt im Landtag. Der 2. Bürgermeister war für die städtischen Angelegenheiten zuständig.
| - 1638–0000 Jacob Voisan - 1661–0000 Christian Giese - 1670–1694 Jacob Schröder (1620–1694) - 1690–1710 Johann Busse d. j. - 1666–1689 Dr. Joachim Georg Baleke - 1600–0000 Jacob Voisan III. - 1697–1713 D. Matthäus Giese, (1656–1713) - 1710–1741 D. Johann Joachim Busse - 1713–1721 D. Johann Conrad Wolf - 1740–1746 Dr. Christian Busse - 1741–1757 Joachim Christian Dethloff - 1721–1741 Caspar Lemke, Hofrat - 1746–1768 Friedrich Baleke, Hofrat - 1757–1772 Heinz Ludwig Gerhard, Hofrat - 1762–0000 Abraham Johann Loescher - 1740–1746 D. Christian Busse, (1661–1741) Hofrat - 1772–1780 Heinrich Andreas Darjes, (1708–1780) - 1796–1804 Bernhard Christian Voß, (1719–1804) Senator - 1776–1796 Isaac Johann Loescher, (1729–1796) Hofrat - 1780–1806 Johann Joachim Nicolaus Dethloff, Hofrat - 1804–1825 Joachim Caspar Voß, (1719), Hofrat | - 1806–1812 David Bernhard Loescher - 1812–1845 Georg Friedrich Christian Wüsthoff, Hofrat - 1828–1848 Dr. jur. Gothard Koß - 1849–0000 Dr. Brandt - 1845–1879 Franz H. F. C. T. Floerke - 1852–1863: Dr. August Drechsler, (1821–1897) - 1863–1876 Ferdinand Sommer-Dierssen - 1876–1904 Franz Floerke, (1804–1879), (2. Bürgermeister, ab 1845), (1. Bürgermeister, ab 1846) - 1876–1904 Friedrich Bernhard Ludwig Stegemann, (1834–1904), (2. Bürgermeister), (1. Bürgermeister, ab 1879) - 1879–1910 Carl Johann Siegfried August Peeck - 1904–1930 Robert Capobus, (1865–1939) (2. Bürgermeister), Geheimer Hofrat - 1931–1945 Rudolf Prestien (NSDAP), (1891–1986) - 1945–1945 Ernst Goldenbaum (KPD), (1898–1990) - 1945–1946 Otto Schmidt (KPD) - 1946–1950 Wilhelm Niemann (SED) - 1950–1951 Elli Weinhold (SED) - 1951–1952 Käthe Berger (SED) - 1952–1956 Heinz Kaffke (SED) (1921–1985) - 1956–1963 Heinz Eckert (SED) - 1963–1967 Hans Froede (SED) - 1967–1971 Willi Sagl (SED) - 1971–1978 Heinz Moll (SED), (1927–1998) - 1978–1990 Horst Frahn (SED), (1937–2017) - 1990–1994 Konrad Frankenberg (CDU), (1935–2004) - 1994–2015 Bernd Rolly (SPD), (* 1947) - seit 2015 Dirk Flörke (CDU), (* 1969) |

## Ehrenbürger
- Johann Hermann Becker (1770–1848), Mediziner, 1843 Ehrenbürger
- Robert von Schalburg (1831–1896), Rittergutsbesitzer, 1863 Ehrenbürger
- Helmuth Karl Bernhard von Moltke (1800–1891), preußischer Generalfeldmarschall, 1867 Ehrenbürger
- August Drechsler (1821–1897), Bürgermeister von Parchim, 1894 Ehrenbürger
- Ernst Goldenbaum (1898–1990), Bürgermeister,  Minister für Land- und Forstwirtschaft der DDR, 1958 Ehrenbürger

## Goldenes Buch der Stadt Parchim
Seit 1991 werden verdiente Personen durch Eintrag in das  Goldene Buch geehrt, u. a.:
- 1991: Helmut Loose, Stadtpräsident Neumünster (1930–2003)
- 1992: Jean-Luc Bouzon, Vertreter im Generalrat des Départements Haute-Marne für den ehemaligen Wahlkreis Saint-Dizier-Nord-Est
- 1992: Yehudi Menuhin, Geigenvirtuose
- 1994: Konrad Frankenberg, Bürgermeister (1935–2004)
- 1994: Hans-Dietrich Genscher, Außenminister
- 1995: Günter Pilgrim, Pastor an St. Georgen, (1931–2010)
- 2004: Christine Müller, Stadtpräsidentin (* 1967)
- 2008: Ise Simonsohn, Chile, Jüdin (1928–2018),
- 2009: HA Schult, Künstler (* 1939)
- 2009: Berit Kauffeldt (* 1990) und Janine Völker (* 1991), Volleyballspielerinnen, Eintragung
- 2010: Paul-Oskar Seese, Maler, (1927–2013),
- 2015: Bernd Rolly, Bürgermeister (* 1947)